# پارک ورزشی کرمری
پارک ورزشی کرمری (به انگلیسی: Creamery Park) یک ورزشگاه در بریتانیا است که در لوتیان غربی واقع شده‌است.